# Agostinho Neto
António Agostinho Neto (17 tháng 9 năm 1922 - 10 tháng 9 năm 1979) từng là Tổng thống đầu tiên của Angola (1975-1979), đã lãnh đạo Phong trào Nhân dân Giải phóng Angola (MPLA) trong cuộc chiến tranh giành độc lập (1961-1974). Cho đến khi ông qua đời, ông đã lãnh đạo MPLA trong cuộc nội chiến (1975-2002). Ông cũng được biết đến nhờ các hoạt động văn chương của mình, ông được coi là nhà thơ ưu việt của Angola. Sinh nhật của ông được tổ chức làm ngày Anh hùng dân tộc, ngày nghỉ lễ ở Angola.